# Lomatozona
Lomatozona es un género de plantas fanerógamas de la familia de las asteráceas. Comprende 5 especies descritas y  aceptadas.  Es originario de Brasil.

## Taxonomía
El género fue descrito por John Gilbert Baker y publicado en Flora Brasiliensis 6(2): 198. 1876.

## Especies aceptadas
A continuación se brinda un listado de las especies del género Lomatozona aceptadas hasta junio de 2012, ordenadas alfabéticamente. Para cada una se indica el nombre binomial seguido del autor, abreviado según las convenciones y usos.
- Lomatozona andersonii R.M.King & H.Rob.
- Lomatozona artemisiaefolia Baker
- Lomatozona artemisiifolia Baker
- Lomatozona huntii R.M.King & H.Rob.
- Lomatozona inaequale R.M.King & H.Rob.